# Doagh
Doagh är en ort i Storbritannien.   Den ligger i riksdelen Nordirland, i den västra delen av landet, 500 km nordväst om huvudstaden London. Doagh ligger 141 meter över havet och antalet invånare är 1 151.
Terrängen runt Doagh är platt söderut, men norrut är den kuperad. Terrängen runt Doagh sluttar söderut. Runt Doagh är det ganska tätbefolkat, med 83 invånare per kvadratkilometer. Närmaste större samhälle är Belfast, 19,8 km sydost om Doagh. Trakten runt Doagh består i huvudsak av gräsmarker.